# (8774) Viridis
(8774) Viridis (5162 T-2) – planetoida z grupy pasa głównego asteroid okrążająca Słońce w ciągu 5,37 lat w średniej odległości 3,07 au. Odkryta 25 września 1973 roku.